# Sundiusite
La sundiusite è un minerale.